# Navire obélisque
Les navires obélisques étaient des navires utilisés pour transporter des obélisques. 

## Égypte antique
Les premiers navires obélisques ont été construits dans l'Égypte antique pour transporter les obélisques sur le Nil depuis les carrières jusqu'à leur destination.
Sous le règne de Thoutmôsis Ier, Inéni s'est vu confier la surintendance des projets de construction du roi, dont l'érection de deux obélisques. Un fragment de texte subsistant documente que le navire obélisque avait une longueur d'environ soixante-trois mètres et une largeur d'environ vingt-et-un mètres.

« J'ai inspecté l'érection de deux obélisques ... construit l'auguste bateau de 120 coudées dans sa longueur, 40 coudées dans sa largeur, afin de transporter ces obélisques. (Ils) arrivèrent en paix, en sécurité et en prospérité, et débarquèrent à Karnak ... de la ville. Sa "piste" était faite de tout bois agréable. »

— Inéni
Un relief représentant la barge d'Hatchepsout chargée de deux obélisques en route vers le grand temple d'Amon à Karnak a été retrouvé dans le temple mortuaire d'Hatchepsout à Deir el-Bahari.

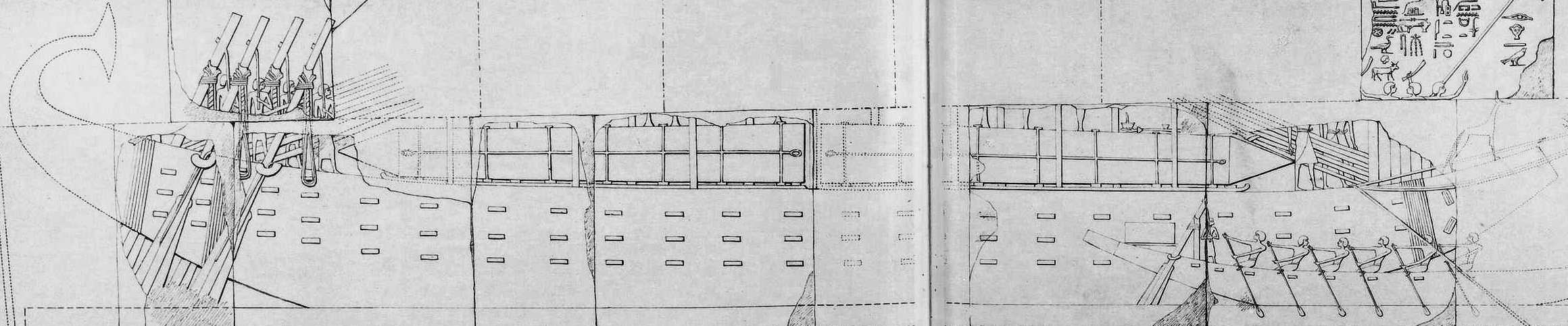
Navire obélisque d'Hatchepsout, transportant deux obélisques

Au cours de la XIXe dynastie, Séthi Ier a commandé de nombreuses œuvres, dont de multiples obélisques, et de grandes barges pour les transporter. Une stèle rupestre à Assouan indique :

« Sa Majesté a ordonné la commande de multitudes de travaux pour la réalisation de très grands obélisques et de grandes et merveilleuses statues au nom de Sa Majesté. Il a fait de grandes barges pour les transporter, et des équipages de navires à leur mesure (pour) les acheminer depuis la carrière, tandis que les officiels et les transporteurs se hâtaient et que son fils aîné était devant eux, faisant ce qui est bénéfique pour Sa Majesté »

— Peter J. Brand (en).

## Rome antique
Sous l'Empire romain, des navires ont été construits pour transporter les obélisques d'Égypte à travers la Méditerranée jusqu'à Rome et Constantinople (l'Istanbul moderne). Pline l'Ancien (23-79 de notre ère) et Ammien Marcellin (330-393 de notre ère) racontent comment les obélisques étaient amenés à Rome. Aujourd'hui, huit obélisques de l'Égypte antique se trouvent à Rome, mais pas à leur emplacement d'origine. Le premier obélisque, l'obélisque flaminien de 263 tonnes, a été transporté d'Héliopolis — l'actuel Caire — en 10 avant notre ère, tandis que le dernier, l'obélisque du Latran de cinq-cents tonnes, a été transporté de Karnak en 357.

### Architecture navale
Trois navires romains ont été construits pour transporter un obélisque. Les deux navires arrière étaient de forme rectangulaire ; ils mesuraient trente-sept mètres de long et cinq mètres de large. Les deux navires étaient maintenus ensemble par des poutres longitudinales, tandis que l'obélisque était attaché à ces poutres longitudinales et maintenu immobile. Le troisième navire, une trirème plus grande, se trouvait à l'avant et était attaché aux deux plus grands navires transportant l'obélisque. Le troisième navire avait pour fonction d'aider à diriger les deux navires arrière et de faire traverser la Méditerranée aux rameurs et aux marins.

### Chargement des navires
Pline l'Ancien décrit comment un obélisque était chargé sur un navire.

« À cette fin, un canal a été creusé depuis le Nil jusqu'à l'endroit où se trouvait l'obélisque ; deux larges vaisseaux, chargés de blocs de pierre similaires d'un pied carré, la cargaison de chacun représentant le double de la taille, et par conséquent le double du poids, de l'obélisque, ont été amenés sous celui-ci ; les extrémités de l'obélisque restant soutenues par les côtés opposés du canal. Les blocs de pierre étaient ensuite retirés, et les vaisseaux, ainsi progressivement allégés, recevaient leur charge »

— Pline l'Ancien, Histoire naturelle.

### Destruction des navires
Il existe peu de traces des grands navires qui transportaient les grands obélisques à travers la Méditerranée. L'un des deux navires qui transportaient l'obélisque du Vatican a été coulé à dessein par l'empereur Claude pour construire le port de Portus ; l'autre a brûlé sous le règne de Caligula alors qu'il était ancré au port de Pouzzoles.

## Époque moderne

### Obélisque de Louxor
Afin de transporter l'obélisque de Louxor offert à la France par Méhémet Ali, un navire est spécialement construit à cette fin, le Louxor, commandé par Raymond de Verninac Saint-Maur. Il quitte Toulon en avril 1831 et remonte le Nil en août. Il s'agit d'une barge à fond plat, à usage unique d'une construction inhabituelle (cinq quilles, proue amovible) dont les dimensions ont été  étudiées en fonction des ponts sur la Seine. Après s'être approché au plus près de l'obélisque grâce au creusement d'un canal par 300 fellahs, le bateau embarque le monolithe le 19 décembre. Huit mois s'écoulent avant que le Nil, en crue, permette au navire de flotter le 18 août. La barge quitte Thèbes le 25 août 1832, parvient le 2 octobre à Rosette, à l'embouchure du Nil où elle est bloquée par des bancs de sable. Le 1er janvier 1833, le Louxor franchit la barre du Nil grâce aux vents locaux qui déplacent le sable et parvient à Alexandrie le lendemain. L'équipage doit attendre la fin des tempêtes d'hiver pour quitter le port le 1er avril 1833 avec sa précieuse cargaison. Le navire est remorqué par la corvette à vapeur et à voiles Sphinx sur le trajet Alexandrie - Rouen. Arrivé à Toulon dans la nuit du 10 au 11 mai 1833, il atteint Paris le 23 décembre après avoir contourné l'Espagne et remonté la Seine depuis Rouen, après escale à Cherbourg,. Il est alors déposé couché sur le quai au début du Cours-la-Reine.

### Aiguilles de Cléopâtre
Jusqu'à la seconde moitié du XIXe siècle, deux obélisques étaient situés au Césaréum d'Alexandrie, aujourd'hui connus sous le nom d'aiguilles de Cléopâtre. Celui qui est tombé a été transporté à Londres par le navire Cleopatra en 1877. Quatre ans plus tard, l'obélisque debout a été chargé sur le SS Dessoug et expédié à New York.